# Liste der Baudenkmäler in Mönchsroth
Auf dieser Seite sind die Baudenkmäler in der mittelfränkischen Gemeinde Mönchsroth zusammengestellt. Diese Tabelle ist eine Teilliste der Liste der Baudenkmäler in Bayern. Grundlage ist die Bayerische Denkmalliste, die auf Basis des Bayerischen Denkmalschutzgesetzes vom 1. Oktober 1973 erstmals erstellt wurde und seither durch das Bayerische Landesamt für Denkmalpflege geführt wird. Die folgenden Angaben ersetzen nicht die rechtsverbindliche Auskunft der Denkmalschutzbehörde.
 Diese Liste gibt den Fortschreibungsstand vom 1. Mai 2020 wieder und enthält neun Baudenkmäler.

## Baudenkmäler nach Gemeindeteilen

### Mönchsroth
| Lage                                                       | Objekt                                                                                         | Beschreibung | Akten-Nr.     | Bild           |
| ---------------------------------------------------------- | ---------------------------------------------------------------------------------------------- | --- | ------------- | -------------- |
| Hauptstraße 12, im ehemaligen Wirtsgarten (Standort)       | Holzpavillon                                                                                   | Teil einer ehemaligen Brauerei, historisierender Satteldachbau, drittes Viertel 19. Jahrhundert | D-5-71-179-2  | BW             |
| Klosterstraße 11 (Standort)                                | Ehemaliges Forsthaus                                                                           | Erdgeschossiger Putzbau mit Halbwalmdach, vor 1822 | D-5-71-179-5  | BW             |
| Klosterstraße 13 (Standort)                                | Ehemalige Benediktiner-Propsteikirche Sankt Peter und Paul, jetzt evangelische Friedhofskirche | Gegründet zweites Viertel 12. Jahrhundert, 1558 säkularisiert, spätgotische Saalkirche mit tiefen Seitenkapellen und leicht eingezogenem Polygonalchor, neu errichtet 1486 unter Verwendung der Westtürme des 12. Jahrhunderts, Dachwerk am Chor dendrochronologisch datiert 1527/28, Dachwerk des Langhauses dendrochronologisch datiert 1532/33, mit Ausstattung | D-5-71-179-6  | weitere Bilder |
| Klosterstraße 13 (Standort)                                | Friedhofsmauer, mit Teilen der ehemaligen Klostermauer                                         | Eingelassene Grabsteine, 15./16. Jahrhundert | D-5-71-179-6  | BW             |
| Klosterstraße 13 (Standort)                                | Friedhofskreuz                                                                                 | Eisenkreuz mit gusseisernem Corpus auf künstlichem Steinhügel, bezeichnet „1901“ | D-5-71-179-6  | BW             |
| Klosterstraße 15 (Standort)                                | Kriegerdenkmal des Deutsch-Französischen Krieges 1870/71                                       | Freistehende Siegesgöttin auf hohem Postament, errichtet 1892 | D-5-71-179-8  | BW             |
| Klosterstraße 15 (Standort)                                | Ehemalige Gärtnerei                                                                            | Langgestreckter eingeschossiger Putzbau mit Walmdach auf hohem Kellergeschoss, 18. Jahrhundert | D-5-71-179-7  | BW             |
| Limesstraße 2 (Standort)                                   | Evangelisch-lutherische Pfarrkirche St. Oswald und Ägidius                                     | Gotische Chorturmkirche des 14. Jahrhunderts mit angefügtem Langhaus von 1684, Turmobergeschoss 15./16. Jahrhundert, Langhauserweiterung 1937/38; mit Ausstattung | D-5-71-179-1  | weitere Bilder |
| Nähe Limesstraße, am südöstlichen Ortsrand (Standort)      | Bildstock                                                                                      | Breiter Ziegelpfeiler mit Sandsteinrelief, wohl spätmittelalterlich | D-5-71-179-11 | BW             |
| Postwegfeld, am Ortsrand Richtung Diederstetten (Standort) | Bildstock                                                                                      | Hoher schlanker Ziegelpfeiler mit Reliefs der vier Evangelistensymbolen, wohl spätmittelalterlich | D-5-71-179-12 | BW             |

### Winnetten
| Lage | Objekt                      | Beschreibung                   | Akten-Nr.      | Bild |
| --- | --------------------------- | ------------------------------ | -------------- | ---- |
| Von Hasselbach nach Dinkelsbühl, an der Wallfahrtskirche St. Ulrich, Gemarkung Diederstetten (Standort) | Reste von zwei Sühnekreuzen | Sandstein, spätmittelalterlich | D-5-71-136-694 | BW   |

## Ehemalige Baudenkmäler
In diesem Abschnitt sind Objekte aufgeführt, die früher einmal in der Denkmalliste eingetragen waren, jetzt aber nicht mehr. Objekte, die in anderem Zusammenhang also z. B. als Teil eines Baudenkmals weiter eingetragen sind, sollen hier nicht aufgeführt werden. Aktennummern in diesem Abschnitt sind ehemalige, jetzt nicht mehr gültige Aktennummern.

| Lage                                  | Objekt                                        | Beschreibung                                                                            | Akten-Nr.     | Bild |
| ------------------------------------- | --------------------------------------------- | --------------------------------------------------------------------------------------- | ------------- | ---- |
| Mönchsroth Hauptstraße 12 (Standort)  | Teile einer ehemaligen Brauerei, Stallscheune | Breiter Massivbau mit Satteldach und dreischiffiger Halle, 18. Jahrhundert              | D-5-71-179-2  | BW   |
| Mönchsroth Hauptstraße 12 (Standort)  | Teile einer ehemaligen Brauerei, Scheune      | Verputzter Satteldachbau, 18. Jahrhundert                                               | D-5-71-179-2  | BW   |
| Mönchsroth Klosterstraße 9 (Standort) | Hausstein                                     | aus Sandstein, bezeichnet mit „1782“                                                    | D-5-71-179-4  | BW   |
| Mönchsroth Rathausstraße 1 (Standort) | Ehemalige Synagoge                            | dann Rathaus, zweigeschossiger massiver Putzbau mit Halbwalmdach, 1761; mit Genisa-Fund | D-5-71-179-13 | BW   |
| Mönchsroth Rothach (Standort)         | Brücke                                        | einbogiger Quaderbau über den Bach, wohl 1706, Renovierung wohl im 20. Jahrhundert      | D-5-71-179-10 | BW   |
| Mönchsroth Rothach (Standort)         | Brücke                                        | zweibogiger Quaderbau über den Bach, 1706, 1951 renoviert                               | D-5-71-179-9  | BW   |